# Följ inte dina drömmar
Följ inte dina drömmar är en svensk dokumentärserie som hade premiär på SVT Play den 16 februari 2025. Serien består av två avsnitt.

## Handling
Serien handlar om den norska hotellmagnaten Petter Stordalen. Han föddes i Porsgrunn och förväntades ta över sin pappas livsmedelsbutik, men Stordalen ville annorlunda.